# Alma Mater Museum
El Alma Mater Museum (antiguo Museo Diocesano de Zaragoza - MUDIZ), inaugurado el 21 de marzo de 2011, se localiza en la zona más antigua del palacio arzobispal de Zaragoza, y constituye un espacio cultural donde se exponen bienes de la diócesis de Zaragoza. 

## Arquitectura y contenido expositivo
A lo largo de un conjunto de espacios conocidos antiguamente como Las Casas del Obispo, residencia de los obispos y arzobispos de Zaragoza, donde se alojaron asimismo los reyes de Aragón, soberanos de la monarquía hispánica y pontífices, se plantea un doble recorrido que permite conocer la historia de la Iglesia de Zaragoza y los espacios históricos más importantes de la historia aragonesa, todo ello con el apoyo de una serie de innovadores video-mapping que se proyectan sobre el viejo edificio y que aportan un nuevo concepto de lo que debe ser un museo diocesano, en este caso avalado con varios premios nacionales. 
- El primer documental —proyectado en las paredes y techo del Aula gótica del siglo XV—representa la Venida y presencia de María de Nazaret a orillas del río Ebro la noche del 2 de enero del año 40, a partir de un grabado del siglo XVII.
- Un segundo vídeo —en la capilla renacentista del siglo XVI— muestra diferentes episodios de la historia de Zaragoza, que son narrados por el propio edificio. Se trata de un atractivo vídeo promocional que fue premiado con el Delfín de Oro del festival internacional de cine corporativo publicitario "Cannes Corporate Media & TV Awards", en octubre de 2016.
- Un tercero, como despedida en la visita guiada, sobre la importancia del arte y la grandeza de la Creación.

La visita parte del torreón románico del siglo XII donde se ha instalado la recepción del museo. Tras ilustrar el origen de la diócesis con el primer audiovisual, la primera planta del museo muestra la historia del edificio y su importancia en la historia de la ciudad, el nacimiento de las primeras comunidades cristianas en Aragón, con sus importantes testimonios artísticos y arqueológicos que hablan de mártires como santa Engracia, san Vicente y los denominados como Innumerables Mártires zaragozanos que dieron aliento al cristianismo hispano. El espacio dedicado a los primeros obispos, como san Braulio, que sentaron las bases de la cultura visigoda y española, lleva hasta las salas de escultura románica. 
En la segunda planta se visitan los espacios del palacio mudéjar del siglo XIV, en los que se exponen interesantes tablas góticas de la segunda mitad del siglo XV bajo sus artesonados, pudiendo apreciar la evolución de la religiosidad medieval, renacentista y barroca, a través de importantes obras del patrimonio artístico diocesano, que incluye la reconstrucción de un excepcional Altar Eucarístico, con orfebrería, ornamentos y relicarios, o el diseño vanguardista de una procesión que ofrece tipologías de custodias desde el siglo XV al XVIII.
En la tercera planta, zona del palacio renacentista construido por don Hernando de Aragón, nieto ilegítimo del rey Fernando el Católico, se visitan el Salón de los Obispos y el Salón del Trono. En este último, presidido por el sitial que utilizó el beato Juan Pablo II en su visita a Zaragoza, se ubica la famosa galería de retratos de los arzobispos con obras de artistas tan notables como Goya o sor Isabel Guerra. La grandiosidad del Salón se complementa con la de la escalera imperial del palacio neoclásico, construida en el siglo XVIII para dar trabajo en un periodo de grave crisis. 
Todos estos espacios, más de seis mil metros cuadrados, fueron inaugurados en marzo del 2011 y se completan con una sala de exposiciones temporales.

## Galería

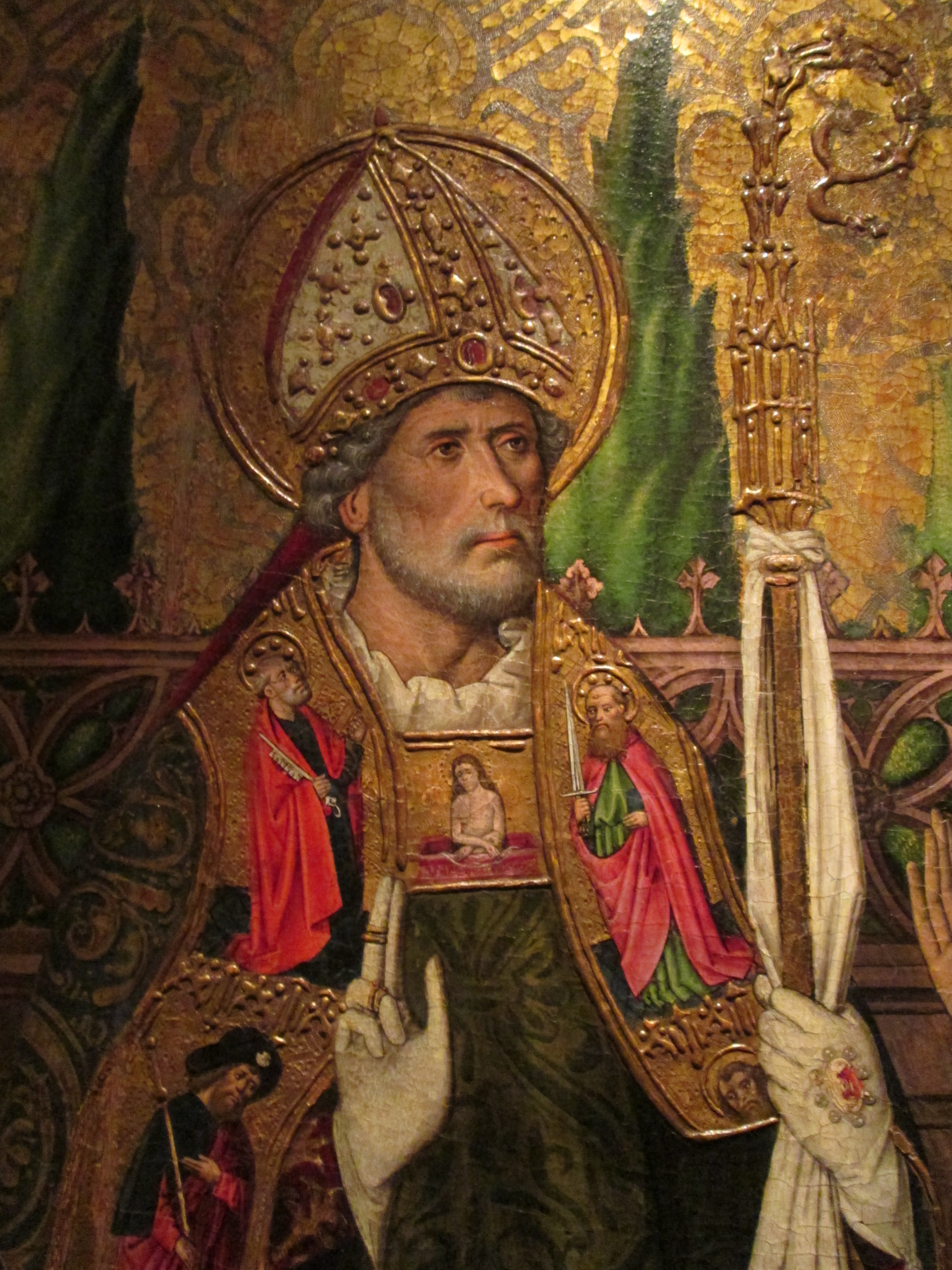
San Agustín, Tomás Giner, 1458
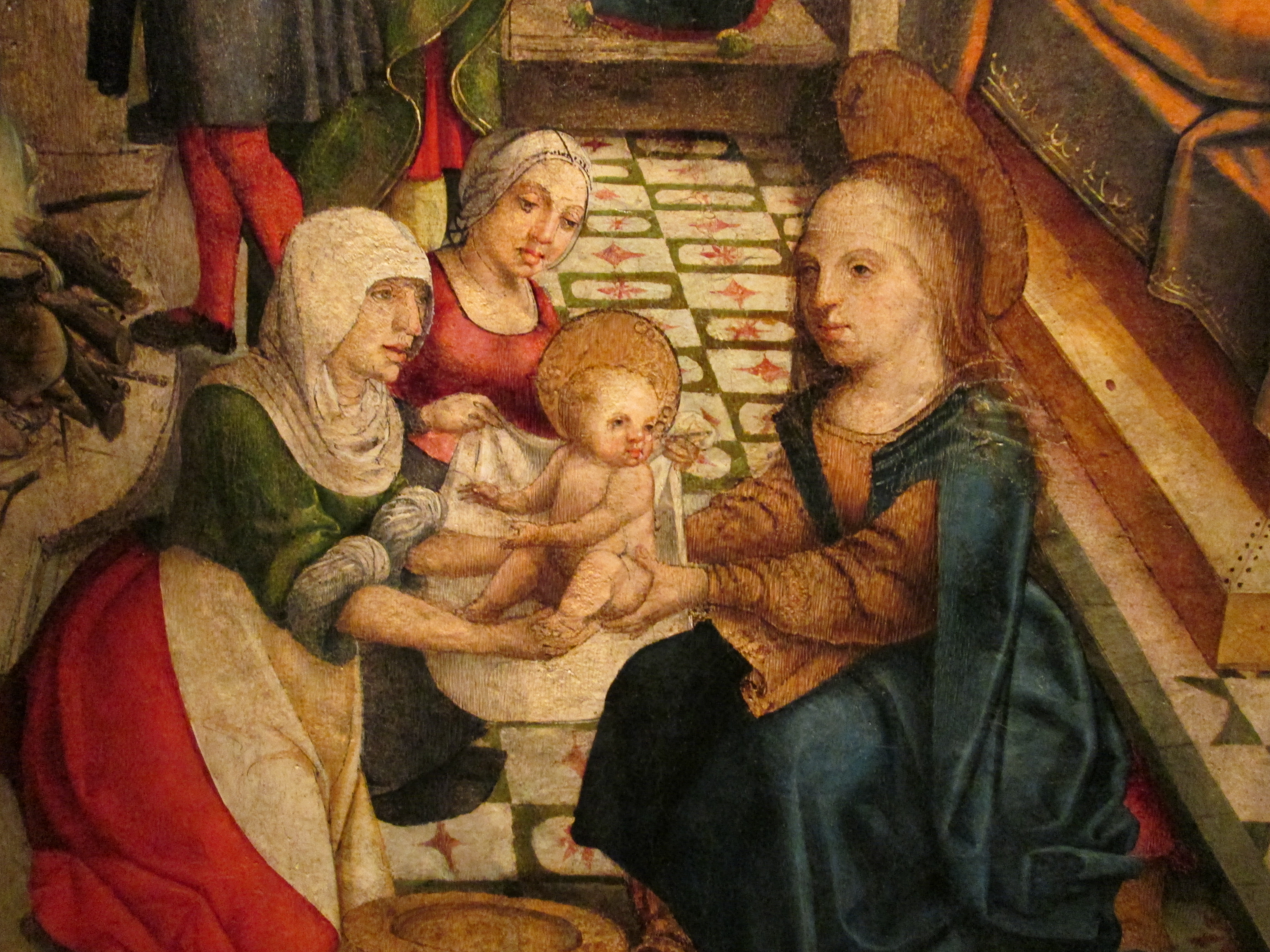
Detalle del nacimiento de San Juan el Bautista, Maestro de Villalzázar de Sirga
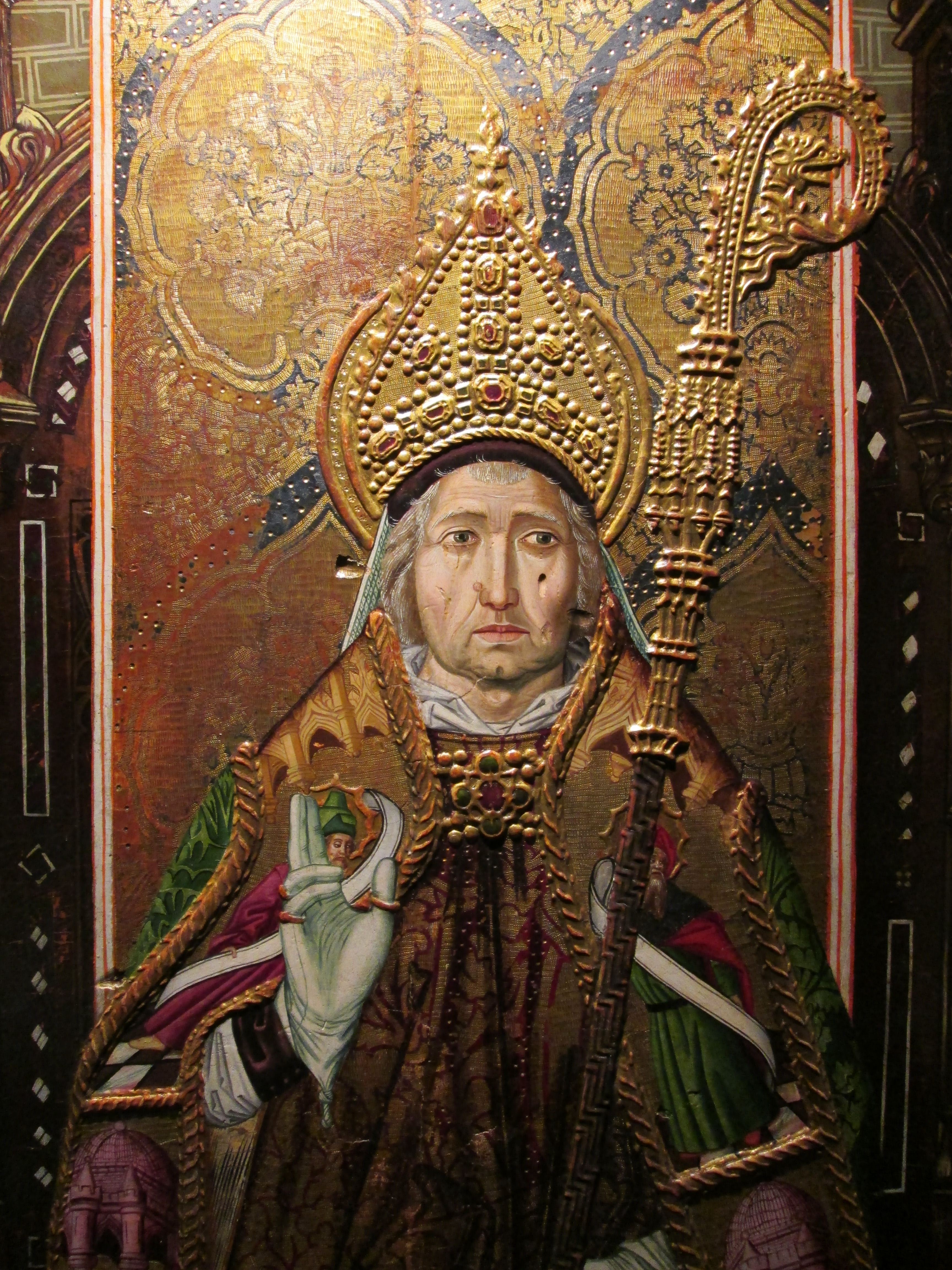
San Vlaero o San Blas, Martín Bernat, 1480-1495
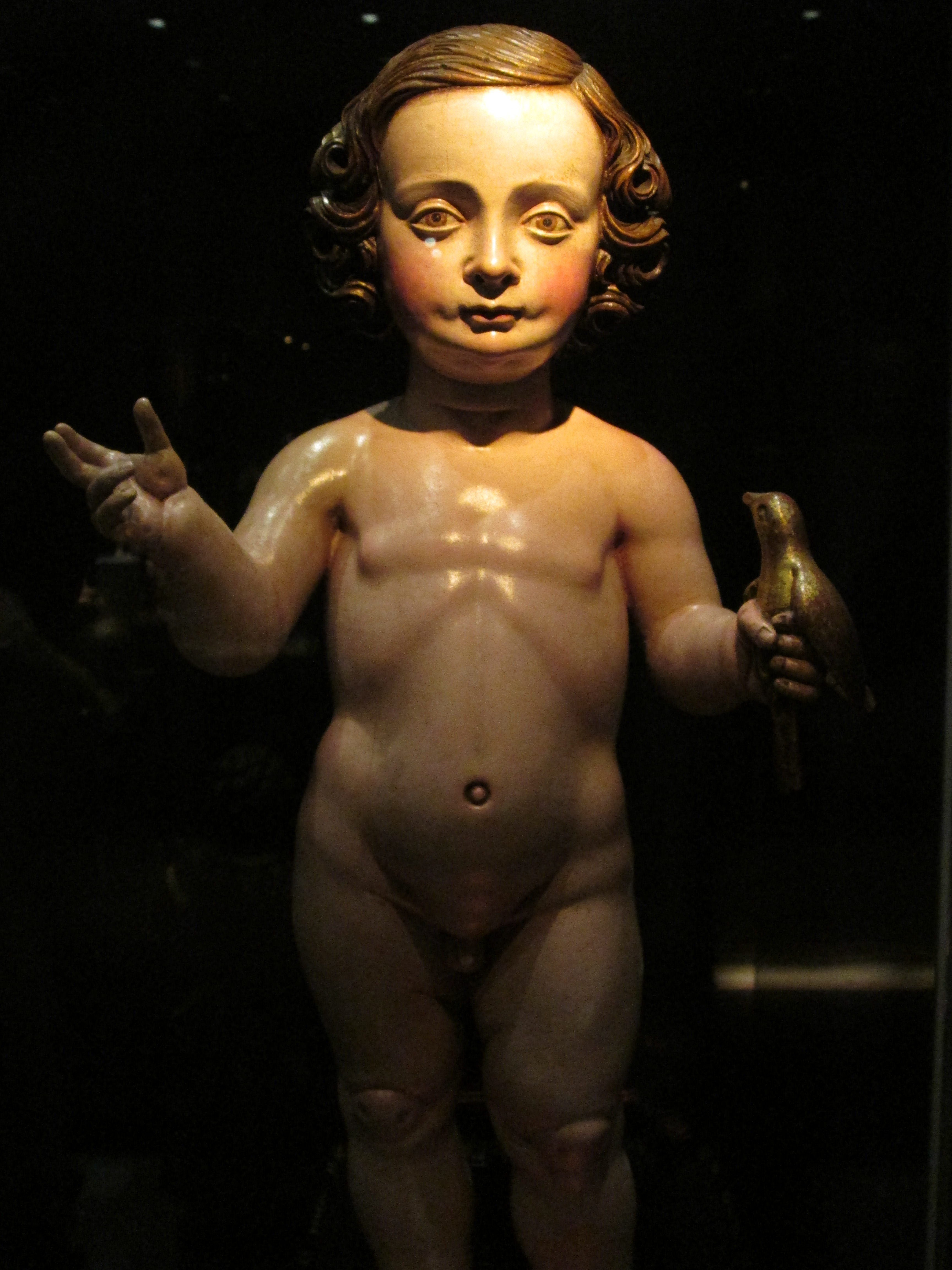
Niño Jesús en madera policromada, s. XVII
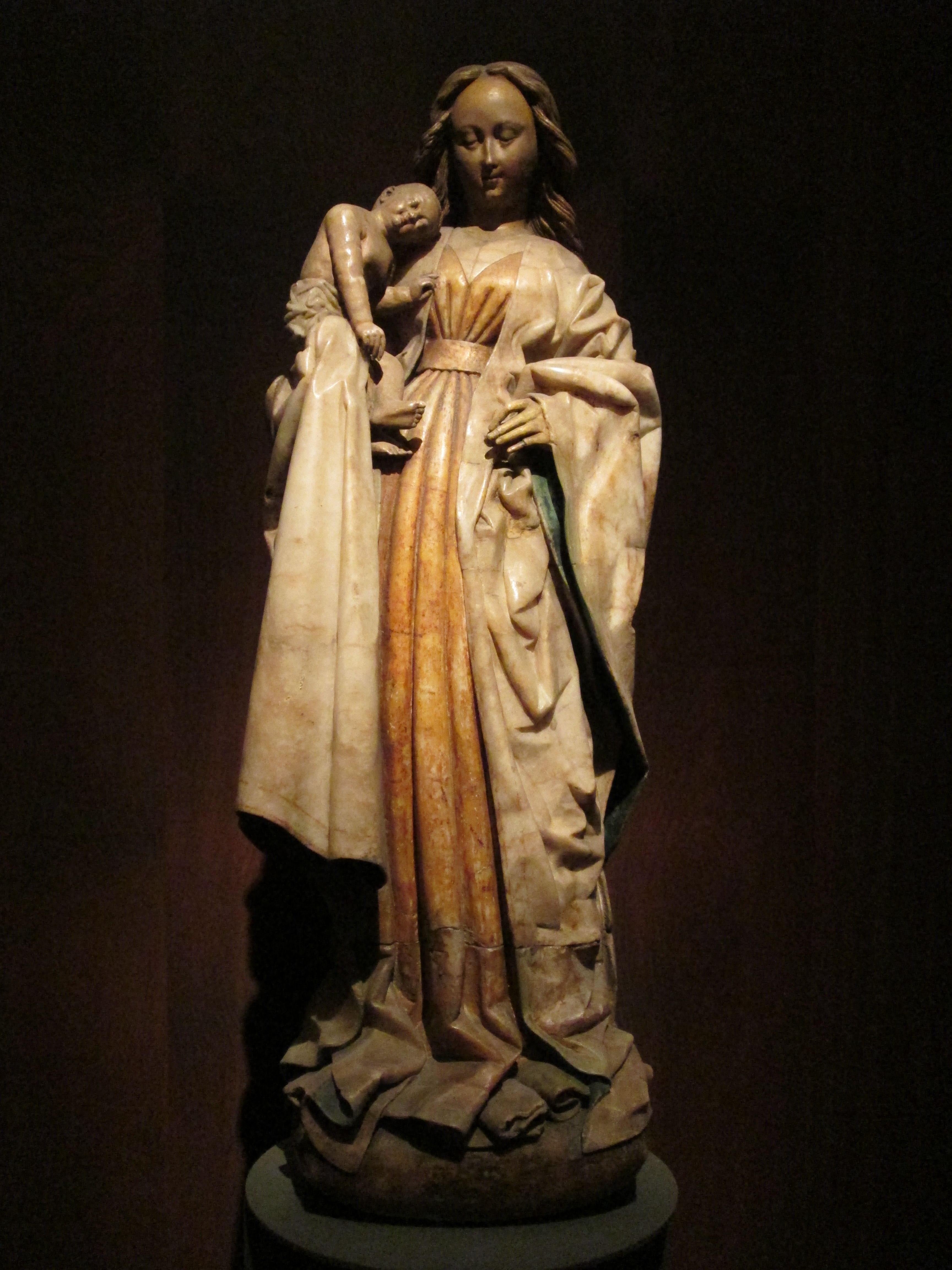
Virgen con niño, 1455-1475

## Datos prácticos
- Dirección: Plaza de La Seo, 5. 50001. Zaragoza
- Horarios del Museo: Martes a sábado: 10h-20h. Domingos y festivos: 10h-14h. Lunes cerrado
- Tarifas:
  - Tarifa General: Visita guiada 5€ / Visita libre 3€.
  - Tarifa Reducida*: 3€ (Grupos de más de 12 personas, mayores de 65, menores de 18, carnet joven, carnet de estudiante, minusválidos y familia numerosa).
  - Gratuita: Desempleados y niños hasta 7 años.